# Stagger Lee
Stagger Lee (Roud Folk Song Index n° 4183), nota anche come Stagolee, Stack a Leee altre varianti, è un brano musicale folk americano sull'omicidio di Billy Lyons da parte di Lee "Stag" Shelton, a St. Louis, Missouri nel Natale 1895, per una lite banale.

## Il brano
Una canzone chiamata "Stack-a-Lee" fu menzionata per la prima volta nel 1897, nel Kansas City Leavenworth Herald, come eseguita dal "Prof. Charlie Lee, il pianista"; nel 1910 il musicologo John Lomax effettuò una trascrizione parziale della canzone e nel 1911 due versioni furono pubblicate sul Journal of American Folklore dal sociologo e storico Howard W. Odum.
La canzone fu registrata per la prima volta nel 1923 dai Pennsylvanians di Fred Waring, con il titolo Stack O' Lee Blues. 
La versione di Mississippi John Hurt, registrata nel 1928, è considerata da molti la definitiva.
Nel 1959 il brano ha avuto successo come cover incisa da Lloyd Price.

## Cover
- 1959: Lloyd Price
- 1993: Bob Dylan nell'album World Gone Wrong (con il titolo Stack a Lee)
- 1996: Nick Cave and the Bad Seeds nell'album Murder Ballads